# Kup Hrvatske u kuglanju za žene 2021./22.
Hrvatski kup u kuglanju za žene u sezoni 2021./22. je osvojila Mlaka" iz Rijeke. 
 
Kup je igran na proljeće 2022. godine, a prethodili su mu kupovi po županijskim i regionalnim savezima, te je igran nakon dvogodišnje stanke uzrokovane pandemijom COVID-19. 

## Sudionici
U Hrvatskom kupu sudjeluje 16 klubova - 10 sudionika "Prve lige" i šest klubova kvalificiranih preko regionalnih kupova. 
| | |
| članovi "Prve lige" - Admiral Zagreb - Endi-Tekstilac Zagreb - Istra Poreč - Mlaka Rijeka - Plitvice Plitvička Jezera - Podravka Koprivnica - Rijeka - Siscia Sisak - Split - Zagreb | preko regionalnih kupova - Jedinstvo Sisak - Novska - Ogulin - Osijek '97 - Šubićevac Šibenik - Zaprešić |

## Rezultati

### Osmina završnice
| datum            | mjesto odigravanja      | par                                        | rez.    | setovi    | napomena |
| ---------------- | ----------------------- | ------------------------------------------ | ------- | --------- | -------- |
| 7. svibnja 2022. | Novska, Gradska kuglana | Novska - Siscia Sisak                      | 5:3     | 14:10     |          |
| 7. svibnja 2022. | Ogulin, Klek            | Ogulin - Istra Poreč                       | 2:6     | 11:13     |          |
| 7. svibnja 2022. | Ozalj, Azelija          | Plitvice Plitvička Jezera - Admiral Zagreb | 2:6     | 10:14     |          |
| 7. svibnja 2022. | Ozalj, Azelija          | Mlaka Rijeka - Endi-Tekstilac Zagreb       | 8:0     | 18,5:15,5 |          |
| 7. svibnja 2022. | Sisak, Bazeni           | Jedinstvo Sisak - Podravka Koprivnica      | 1:7     | 7:17      |          |
| 7. svibnja 2022. | Osijek, Pampas          | Osijek '97 - Zagreb                        | 1:7     | 7:17      |          |
| 7. svibnja 2022. | Otočac, Gradska kuglana | Šubićevac Šibenik - Zaprešić               | 2,5:5,5 | 9:15      |          |
| 7. svibnja 2022. | Otočac, Gradska kuglana | Split - Rijeka                             | 5:3     | 13:11     |          |

### Četvrtzavršnica
| datum           | mjesto odigravanja      | par                         | rez. | setovi | napomena |
| --------------- | ----------------------- | --------------------------- | ---- | ------ | -------- |
| 4. lipnja 2022. | Zaprešić, Zaprešić      | Admiral Zagreb - Zagreb     | 2:6  | 10:14  |          |
| 4. lipnja 2022. | Otočac, Gradska kuglana | Split - Podravka Koprivnica | 7:1  | 17:7   |          |
| 4. lipnja 2022. | Zaprešić, Zaprešić      | Zaprešić - Mlaka Rijeka     | 1:7  | 7:17   |          |
| 4. lipnja 2022. | Novska, Gradska kuglana | Novska - Istra Poreč        | 1:7  | 6:18   |          |

### Završni turnir
Igrano 11. i 12. lipnja 2022. u Rijeci u kuglani SRC "Mlaka". 
| klub1         | rez.          | setovi        | klub2         | napomene               |
| poluzavršnica | poluzavršnica | poluzavršnica | poluzavršnica | poluzavršnica          |
| ------------- | ------------- | ------------- | ------------- | ---------------------- |
| Mlaka Rijeka  | 7:1           | 18:6          | Istra Poreč   |                        |
| Split         | 4:4           | 13,5:10,5     | Zagreb        |                        |
|               |               |               |               |                        |
| za pobjednika |               |               |               |                        |
| Split         | 0:8           | 4:20          | Mlaka Rijeka  | "Mlaka" pobjednik kupa |

## Vanjske poveznice
- kuglanje.hr, Hrvatski kuglački savez
- kuglacki-savez-os.hr, Kuglački savez Osječko-baranjske županije
- ksgo.hr, Kuglački saveza Grada Osijeka